# Liberec
Liberec (phát âm tiếng Séc: [ˈlɪbɛrɛts] ⓘ; tiếng Đức: Reichenberg) là thành phố lớn thứ 5 ở Cộng hòa Séc. Thành phố nằm ở Lusatian Neisse và bao quanh bởi các núi Jizera và Ještěd-Kozákov Ridge. Thành phố thuộc Vùng Liberec. Thành phố Librec có diện tích 106 km2, dân số 105.229 người.